# Eurycercus vernalis
Eurycercus vernalis är en kräftdjursart som beskrevs av Hann 1982. Eurycercus vernalis ingår i släktet Eurycercus och familjen Chydoridae. Inga underarter finns listade i Catalogue of Life.